# Kỳ đà nước
Kỳ đà nước hay Kỳ đà hoa Đông Nam Á (Danh pháp khoa học: Varanus salvator macromaculatus) là một phân loài của loài kỳ đà hoa Varanus salvator phân bố ở lục địa Đông Nam Á, Singapore, Sumatra, Borneo và một số hòn đảo nhỏ hơn Chúng là một trong 06 phân loài của loài kỳ đà hoa, tại Việt Nam, chúng còn được gọi đơn giản là kỳ đà nước hay kỳ đà hoa do chỉ tồn tại phân loài này. Đây là loài thằn lằn có cỡ lớn nhất thuộc họ Kì đà Varanidae ở Việt Nam.
Ở Việt Nam chúng phân bố ở Cao Bằng, Lào Cai, Lai Châu, Bắc Kạn, Lạng Sơn, Sơn La, Vĩnh Phúc, Hòa Bình, Bắc Giang, Quảng Ninh, Hải Dương, Hà Tây, Phú Thọ, Ninh Bình, Thanh Hoá, Nghệ An, Hà Tĩnh, Thừa Thiên Huế, Quảng Nam, Gia Lai, Kon Tum, Đồng Nai, Đắk Lắk, Lâm Đồng, Bình Phước, Bình Thuận, Bạc Liêu, Bà Rịa – Vũng Tàu, Cà Mau, chúng còn được ghi nhận tại Thành phố Hồ Chí Minh (ở vùng rừng ngập mặn Cần Giờ và Quận 7), vùng Đồng Tháp Mười.

## Đặc điểm

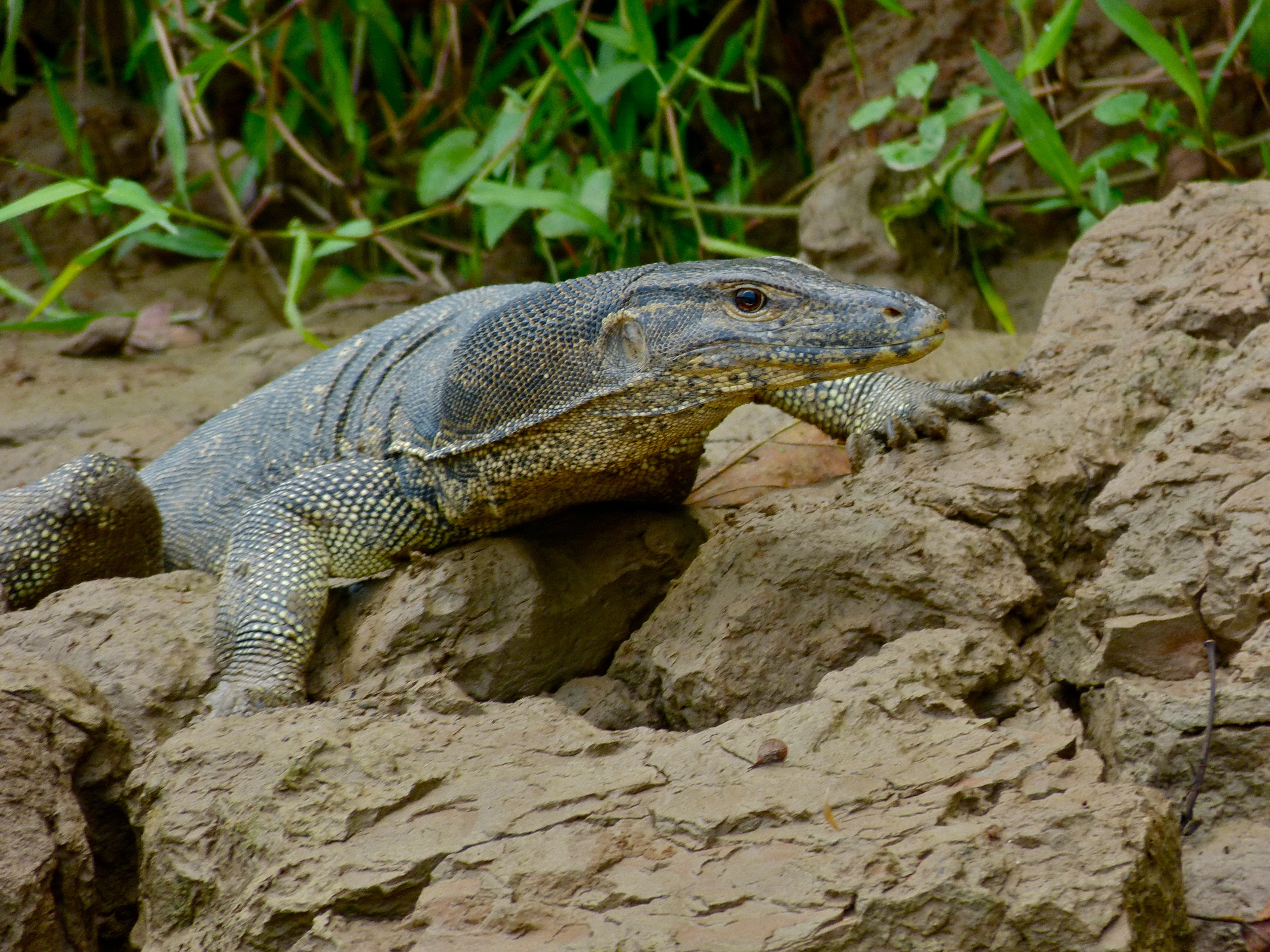
Varanus salvator macromaculatus

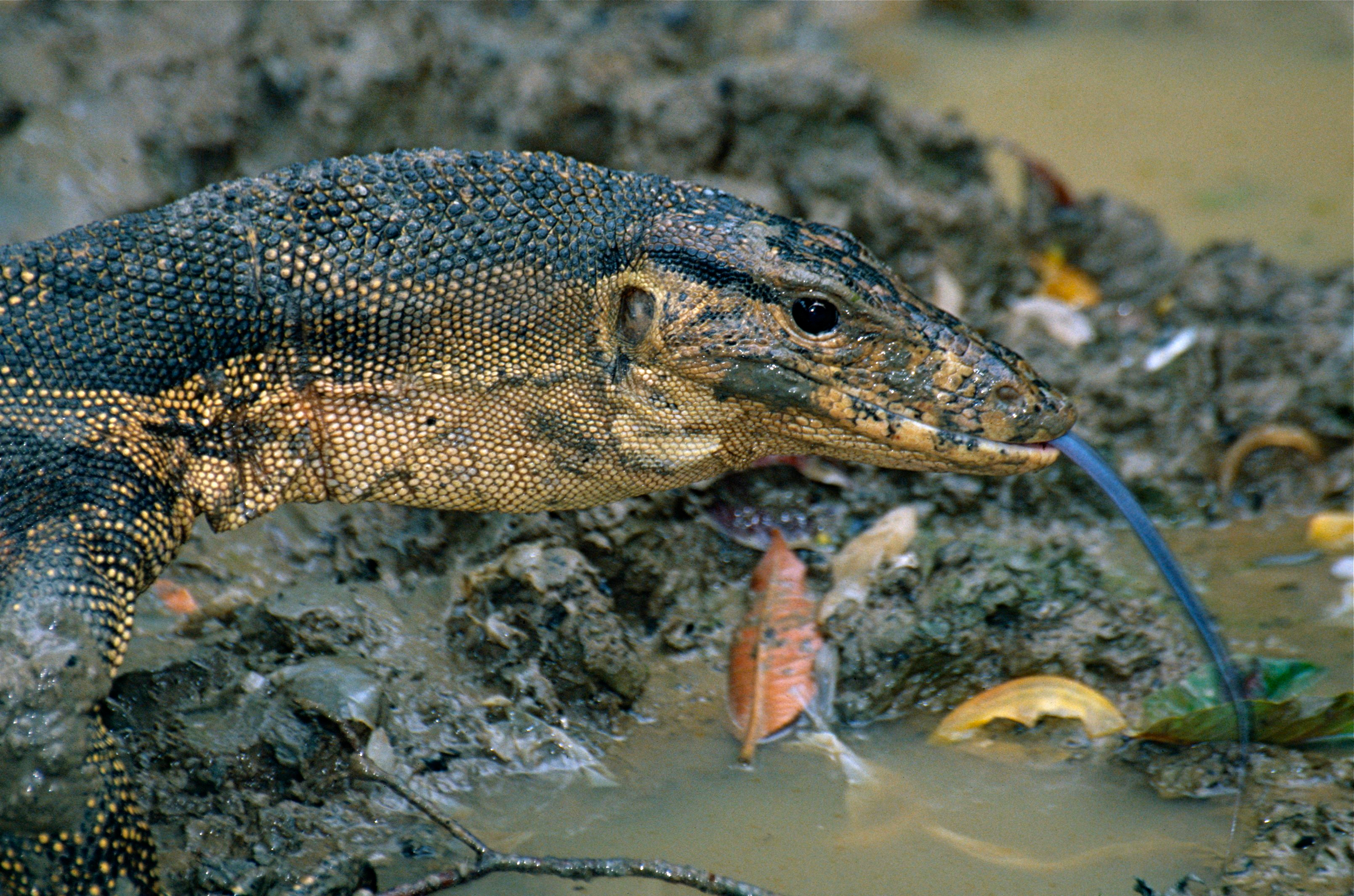
Varanus salvator macromaculatus

### Mô tả
Chúng có cơ thể được che phủ bởi lớp vảy màu xám nâu. Trên cơ thể có nhiều đốm nhỏ li ti xếp thành các sọc chạy ngang qua cơ thể. Lỗ mũi gần với chóp mũi hơn mắt. Cơ thể dài tới 2,5m, cá thể cái có cơ thể nhỏ hơn. Đầu chúng thuôn dài, cổ dài, mõm dài và hơi dẹp có hai lỗ mũi hình bầu dục ở vị trí gần mõm hơn là gần mắt. Lưỡi dài mảnh, đầu lưỡi chẻ đôi; lưỡi luôn luôn thò ra thụt vào qua khe miệng như lưỡi rắn. Cơ thể to dài, còn đuôi dẹp bên, sống đuôi rất rõ. Cá thể non có lưng màu đen với những vết vàng nhỏ và to hình tròn xếp theo hàng ngang. Mõm có những vạch ngang rất rõ trên các vảy môi. Có một đường đen đi từ mắt đến thái dương.
Cá thể trưởng thành thân có màu nâu vàng lục. Những hoa văn ở cá thể non trở nên ít rõ và càng khó phân biệt ở những cá thể già. Kì đà có kích thước cỡ lớn, da đẹp. Chúng có bốn chân và mỗi chân có năm ngón.
Phân biệt con đực và con cái bằng cách quan sát gốc đuôi và lỗ huyệt của từng con sau khi lật ngửa bụng của chúng lên.
- Con đực thường có gốc đuôi to, lỗ huyệt lồi lên và khi dùng tay bấm vào gốc đuôi, sẽ thấy một chiếc gai giao cấu có màu đỏ đậm lồi ra ở ngay chỗ lỗ huyệt.
- Con cái thường có gốc đuôi thon nhỏ hơn, lỗ huyệt cũng lép chứ không lồi lên như Kỳ Đà đực và khi dùng tay bóp vào gốc đuôi, sẽ không thấy chiếc gai giao cấu nào lồi ra ở chỗ lỗ huyệt.

Có ghi nhận về một cá thể kỳ đà cái bắt được ở mé Rạch Bàng, phường Tân Hưng, Quận 7, Thành phố Hồ Chí Minh dài 1,5 m, nặng hơn 15 kg. Con kỳ đà này đang bò lên bờ thì bị người dân vây bắt sau đó thông báo cho Thảo Cầm Viên Sài Gòn đến tiếp nhận, đưa về nuôi dưỡng. Đây là con kỳ đà cái, đang mang thai, có thể do nuôi bị xổng chuồng, khi bò lên bờ để tìm chỗ đẻ trứng thì bị bắt.
Hiện tại, giống kỳ đà nước ở trong khu vực Thảo Cầm Viên có 3 cá thể, nhưng toàn là giống đực. Kỳ đà trên sẽ được đưa về làm tổ và nuôi dưỡng, tạo điều kiện thuận lợi để sinh sản. Tại Cà Mau ghi nhận cá thể Kỳ đà hoa nặng 43 kg, con kỳ đà này dài 2m, nó được rao bán 40 triệu từ 8 năm trước con kỳ đà hoa được mua này nặng gần 20 kg ở rừng U Minh mang về nuôi làm cảnh trong nhà, sau khoảng 7 năm, kỳ đà đã tăng thêm 23 kg do có trọng lượng lớn và mật của nó rất quý, có thể chữa nhiều loại bệnh.

### Tập tính

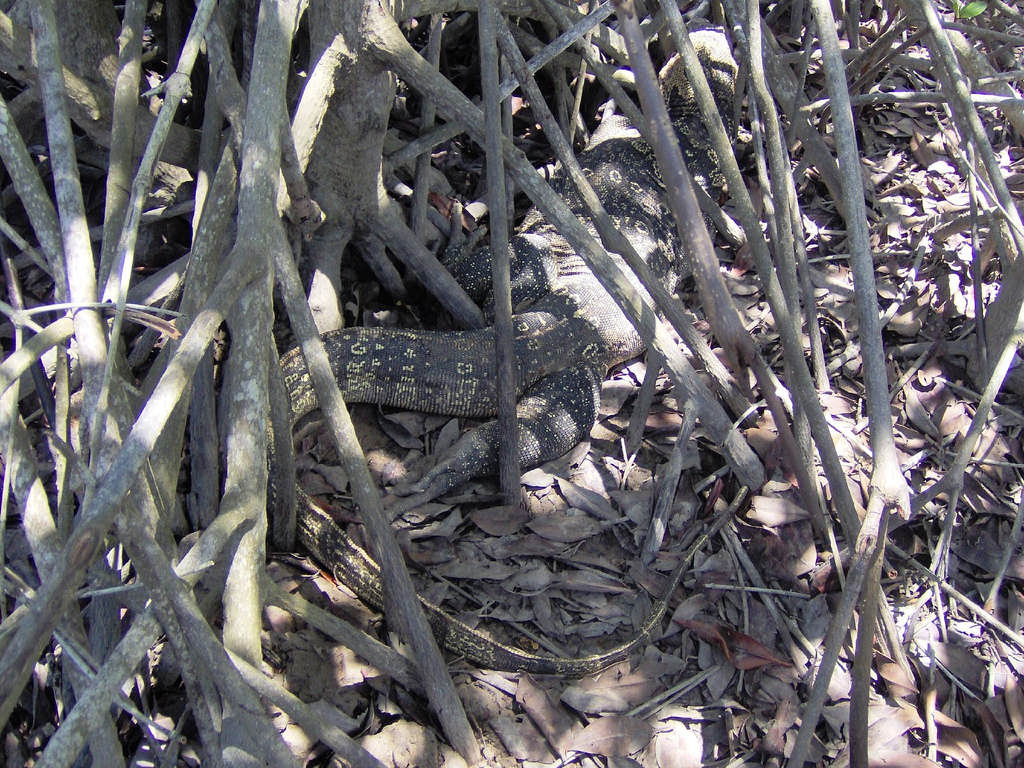
Một con kỳ đà nước tại rừng ngập mặn Cần Giờ

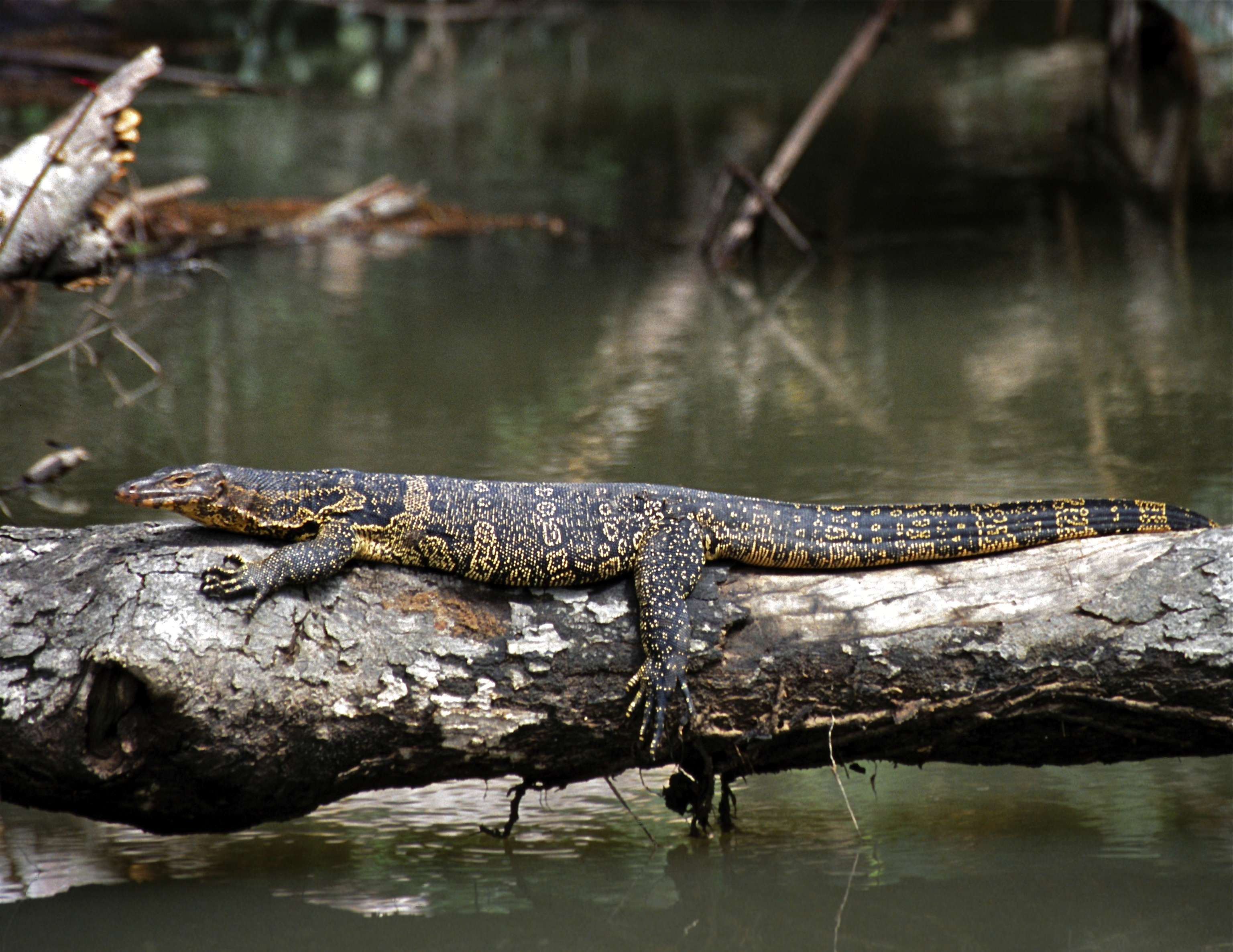
Một con kỳ đà nước, chúng thích sống trong môi trường có nước

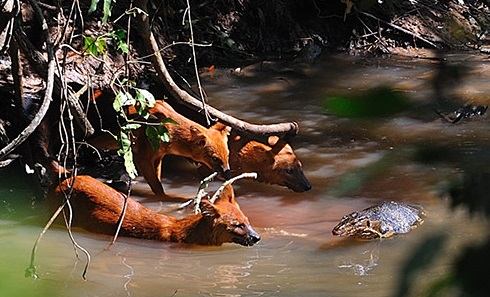
Một con kỳ đà nước đang chống lại một đàn sói lửa

Phân loài kỳ đà này thường sống ở vùng rừng rậm rạp cạnh sông suối, đầm lầy, làm tổ trong những hốc cây, kẽ đá hoặc đào hang Thường sống ở bờ sông, bờ suối trung du và miền núi hay các khu rừng ngập mặn cửa sông ven biển. Kỳ đà sống nhiều ở những vùng ẩm thấp, nơi có nhiều sông suối, nơi có nguồn thức ăn đa dạng và dồi dào, ở những vùng đất cao tương đối khô cằn như ở các khu rừng chồi miền Đông Nam bộ, cũng có kỳ đà sinh sống.
Chúng sống biệt lập với xóm làng, khu vực có đông dân cư sinh sống do cảnh giác trước sự săn bắt củà con người và đàn chó dữ. Trong tự nhiên hoang dã, kỳ đà hiếm khi xuất hiện vào ban ngày, tính nhát, chỉ sống chui rúc lẩn trốn trong rừng, trong núi, trong bụi bờ, thường kiếm ăn dọc theo bờ sông suối, trong trảng cỏ rậm, và sống cách biệt với con người. Chúng ẩn trong khe đá hay các hang hốc dưới các gốc cây hoặc trong các bờ bụi. Kỳ đà sống trong hang sâu tăm tối. Chúng thích làm tổ trong các bộng cây (cả cây khô lẫn cây tươi). Nếu không tìm ra bộng cây thì chúng sống trong những hốc đá, hốc đất.
Chúng cũng chọn những bộng cây ở độ cao cách xa mặt đất chừng vài ba mét trở lên để tự vệ. Các bộng cây có trổ một vài ngách phụ để khi gặp biến động nó thoát hiểm được dễ dàng, bằng cách leo tuốt lên ngọn cây cao, hay chuyền từ cành cây này sang cành cây khác trong rừng mà trốn chạy, khiến kẻ thù khó rượt bắt được nó. Ở vùng đồi núi có thế đất cao ráo, kỳ đà cũng biết tự đào hang để sống. Hang của chúng khá sâu, phía cửa hang chỉ đủ chỗ cho mình nó lọt vào, nhưng cuối hang dược khoét rộng ra đủ chỗ cho vài ba con nằm ngủ thoải mái. Hang nào cũng có cửa ngách để dễ thoát hiểm.
Tập tính sinh hoạt của chúng là vào ban đêm. Cứ đêm kỳ đà mới mò đi kiếm ăn, còn ngày thì ngủ lấy lại sức, chúng leo trèo cũng giỏi. Bắt đầu hoạt động vào buổi chiều cho tới hoàng hôn. Sau đó tìm về hang để trú đêm còn ngày thì ngủ lấy lại sức, Buổi trưa những ngày nắng nóng, chúng thường ẩn trong các hang hốc, trong bụi cây gần nước hoặc ngâm mình trong nước., chúng leo trèo cũng giỏi. Chúng có thể lặn lâu tới 20–30 phút. Chúng rất nhát nhưng bị dồn vào đường cùng không còn lối thoát, chúng trở nên hung dữ lạ thường. Những con trưởng thành, thân nặng chín, mười ký dám tấn công lại người và cả chó săn để thoát thân.

## Tập tính ăn

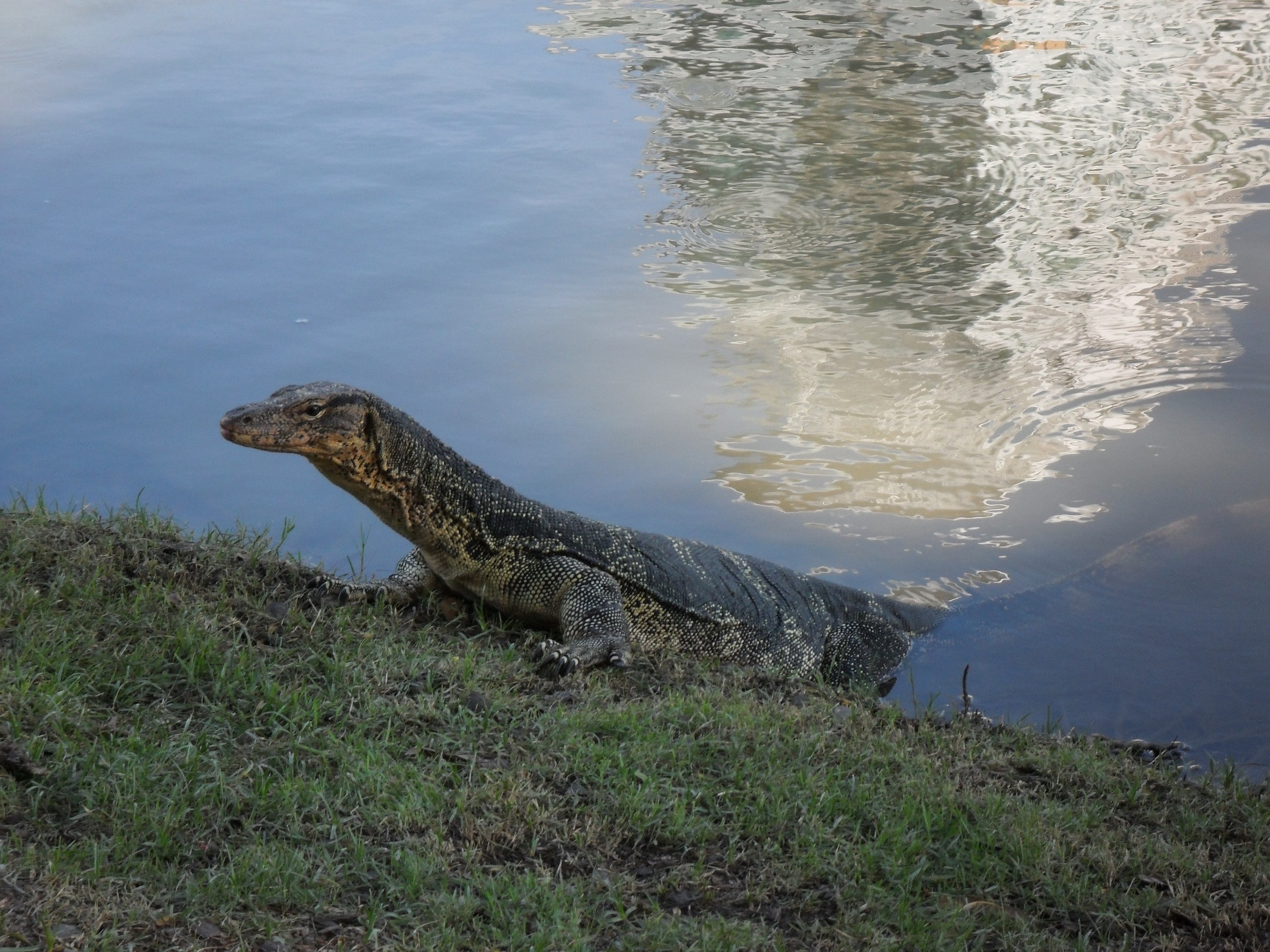
Một con kỳ đà nước ở Thái Lan

Kỳ đà là loài bò sát ăn thịt. Chúng ăn cua, ếch, nhái, cá là những con mồi ưa thích. Ngoài ra chúng còn ăn cả trứng, chim non, thú nhỏ, thằn lằn, côn trùng cỡ lớn. Cá thể non ăn côn trùng. Khi nuôi, chúng thường ăn các loại sâu bọ, côn trùng như cánh cam, cào cào, chuồn chuồn, ong, bướm, gián, mối, ếch, nhái, chim chóc, gà vịt, có thể tập cho chúng ăn thêm tôm, cá, cua, thịt, trứng và nội tạng của gia súc, gia cầm. Cho kỳ đà ăn vào lúc chiều tối. Mỗi một con Kỳ Đà chỉ cần ăn khoảng 2–3 con ếch, nhái hay chuột là đủ dinh dưỡng cho cả ngày. Khi nuôi nhốt kỳ đà cũng biết ăn những thức ăn biến chế ra. Thứ thức ăn thích khẩu nhất đối với kỳ đà là xác động vật dã bốc mùi thối rữa.
Chúng thường bắt mồi vào ban ngày, sục sạo trong các bờ sông suối, những môi trường nước cạn và trong các bụi rậm. Chúng bắt mồi bằng cách rình mồi và vồ mồi, đôi khi nó dùng lưỡi đầu chẻ đôi để đánh hơi theo dấu vết của con mồi, nếu mồi quá to kì đà thường dùng răng và chi trước để xé mồi. Dù có ngoại hình nặng nề nhưng khi rượt đuổi con mồi, nó chạy rất nhanh. Tuy có thể bơi lội nhưng kỳ đà chỉ săn mồi dọc theo bờ bụi sông suối. Khi quá đói mà thiếu mồi chúng cũng mon men mò đến các chuồng gà vịt trong vườn nhà để bắt trộm.
Kỳ đà có khả năng nhịn đói nhiều ngày, chừng một vài tuần không chết, và trông nó vẫn khỏe mạnh, bình thường. Tuy nhiên, khi bắt được mồi, nó sẽ ăn ngấu nghiến để tích lũy cho những ngày không có thức ăn. Khi nuôi nhốt không nên cho ăn uống thất thường ảnh hưởng đến việc sinh trưởng và sinh sản của chúng. Cũng như loài lưỡng cư ếch nhái, mặc dù thị lực không kém như ếch nhái nhưng sở thích của kỳ đà là ăn mồi di động, tức con mồi còn sống chạy nhảy trước mặt nó. Nó thích vồ chụp con chuột chạy phía trước, thích rướn mình lên táp con bướm đang bay.

## Sinh sản

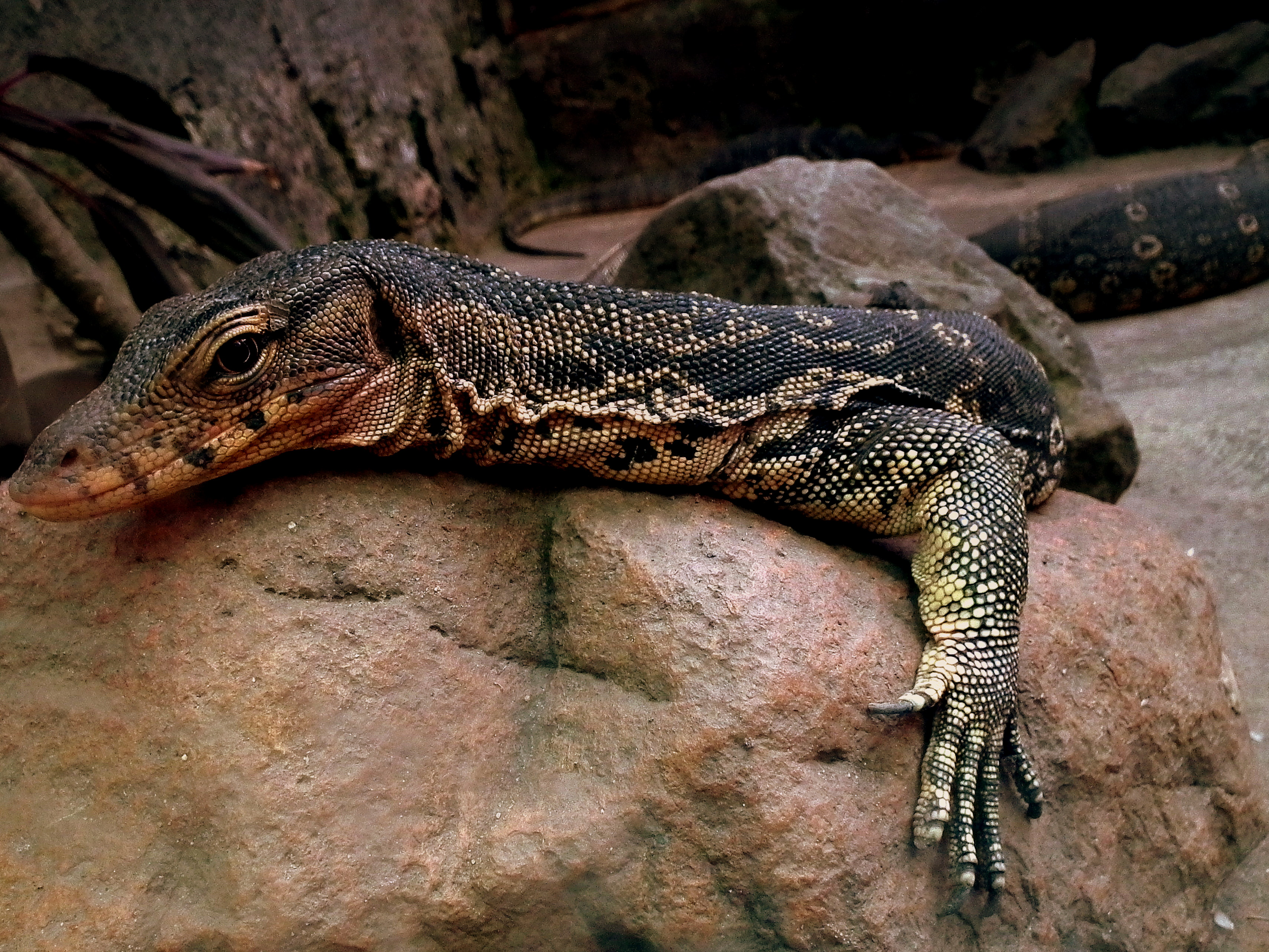
Kỳ đà nước tại Thảo Cầm Viên Sài Gòn

Kỳ đà nước sinh trưởng và phát triển mạnh mẽ, đặc biệt là sau mỗi lần lột xác vào khoảng tháng 8 đến tháng 10 hằng năm. Sau khoảng 18 tháng, chúng sẽ đạt đến độ trưởng thành đủ để bước vào giai đoạn sinh sản mỗi năm một lứa, mỗi lứa để khoảng 15 đến 20 trứng nhưng chỉ có chưa đến 50% số trứng đó có khả năng nở thành con. Chúng vào mùa hè khoảng từ tháng 4, 5 đến tháng 7, 8. Đẻ trứng trong các hang hốc bên bờ sông hoặc trong các hang hốc trong các bờ bụi gần nước. Trứng có màu trắng bẩn, thuôn hai đầu, dài khoảng 5 cm. Tại những vùng đất trũng quanh năm ngập nước như Đồng Tháp Mười, những ụ đất cao là nơi kỳ đà đào hang để ở và đẻ. Nơi kỳ đà chọn làm hang ổ bao giờ cũng gần với nơi kiếm ăn của nó.